# Сухие леса Чикитано

Сухие тропические и субтропические леса на карте мира

Сухие леса Чикитано — неотропический экорегион сухих тропических широколиственных лесов, произрастающих в центре Южной Америки. Представляют собой полулистопадные предгорные леса, окружённые вторичной растительностью и сельскохозяйственными землями. Большая часть находится на территории боливийского департамента Санта-Крус, небольшие участки заходят на территорию бразильского штата Мату-Гросу. Севернее лесов Чикитано расположены дождевые леса Амазонии, на юге они переходят в сухие колючие леса и кустарники Чако.
Климат характеризуется продолжительным бездождливым периодом с сильными засухами, среднегодовое количество атмосферных осадков — 936 мм. Некоторые исследователи считают, что биоразнообразие внутри сообщества у лесов долины Тукавака на втором месте в мире среди сухих лесов. Исследованию лугов на плоских вершинах столовых гор региона препятствует их труднодоступность.

## Геология
Леса Чикитано произрастают на волнистой поверхности Амазонского тектонического щита. Живописные кварцитовые горы и горные хребты вытянуты преимущественно в направлении с северо-запада на юго-восток. Почвы с нижними слоями, образованными третичными обломками гранитов и гнейсов, покрытые осадками четвертичного происхождения, характерны для широких U-образных долин, таких как Тукавака, в которых произрастают наиболее высокие леса. Встречаются также известняковые (хребет Сунсас-Ридж) и ультраосновные (Ринкон дель Тигре) горные породы. Регион богат геотермальными источниками, в некоторых из них встречаются эндемичные виды рыб, например Bujurquina oenolaemus. Гидрологию характеризует расположение на водоразделе бассейнов рек Амазонка и Парана.

## Растительность

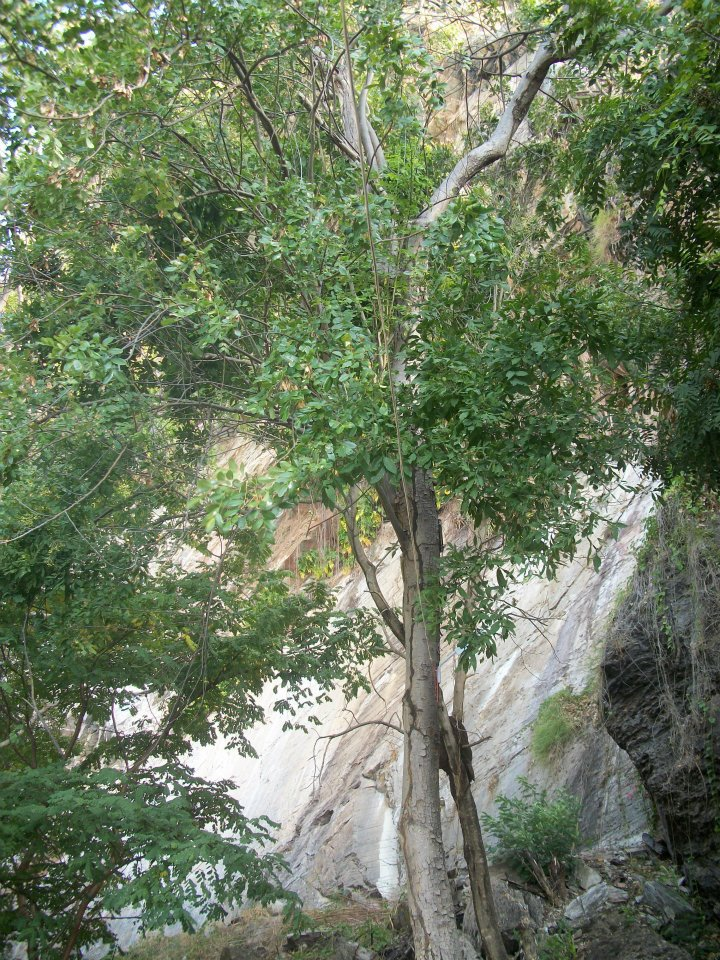
Схинопсис Schinopsis brasiliensis

Флористический состав тропических лесов Чикитано больше отличается от соседних Чако и Серрадо, чем от более отдалённых лесов Каатинги и некоторых других. Это может быть результатом адаптивной радиации — сухие леса Чикитано представляют собой голоценовый рефугиум. Произрастающие здесь растения вынуждены приспособиться к периодическим затоплениям, например, табебуйя золотистая. Для защиты от лесных пожаров, опасных в сухой сезон, некоторые виды имеют огнеупорную кору.
Растительные формации этих лесов сильно зависят не только от увлажнения, но и от плодородия и дренирующих свойств почв, здесь различают четыре основные группы лесов:
1. На хорошо дренированных плодородных почвах произрастают наиболее богатые леса, образованные схинопсисом (Schinopsis brasiliensis[англ.]). В примеси участвуют Anadenanthera macrocarpa, Caesalpinia pluviosa, Machaerium scleroxylon, Amburana scearensi и Cedrela fissilis. Полог леса имеет степень сомкнутости 80 % и высоту около 20 м, над ним возвышаются отдельные особо высокие (до 30 м) деревья. Под пологом леса развиты древесный и кустарниковый подлесок и травяной ярус.
2. Хорошо дренированные, но менее плодородные почвы встречаются как на склонах гор — каменистые, так и в низинах — песчаные. Здесь развиваются формации, образованные видами Астрониума Anadenthera macrocarpa или Astronium urundeuva[англ.]. Над 10—15-метровым древостоем с сомкнутостью полога 65 % возвышаются деревья-эмердженты высотой до 25 м.
3. Вблизи водоёмов на гидрофильных почвах произрастают лесные формации, приспособленные к неглубокому затоплению во время сезона дождей. Здесь основной лесообразующей породой является Phyllostyllon rhamnoides, присутствие Gallesia integrifolia всегда указывает на затопляемость территории.
4. На небольших участках среди саванн произрастают леса, возвышающиеся над окружающей их травянистой растительностью всего на полметра, максимум на метр. Здесь преобладает Tabebuia heptaphylla. На щелочной характер почв указывает присутствие Machaerium hirtum[1].

## Фауна

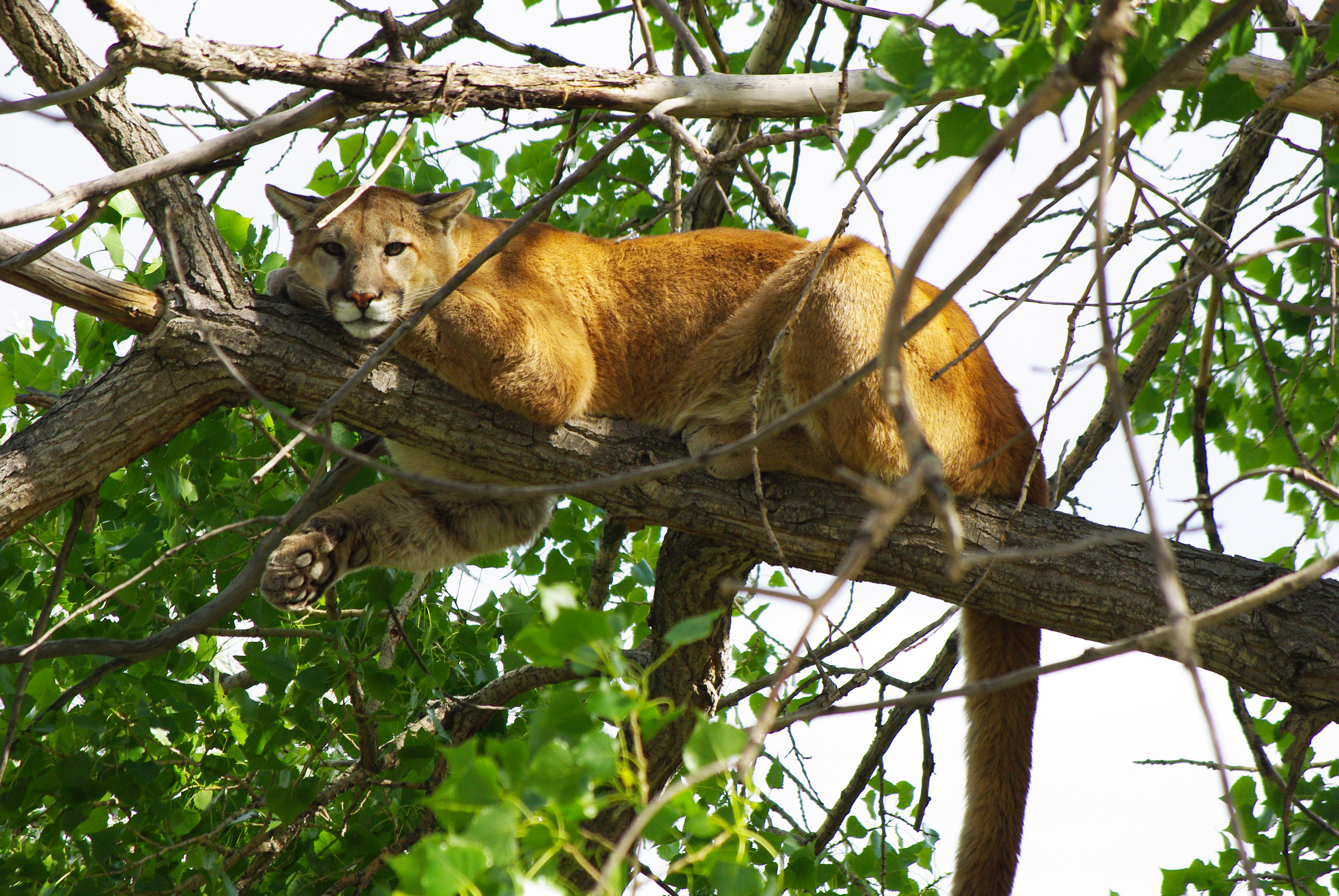
Пума

Лесная фауна млекопитающих здесь насчитывает не менее 42 видов, из которых 11 — 26 %, уязвимы или даже находятся под угрозой исчезновения. Некоторые виды находят здесь временное пристанище — ежегодные половодья вызывают миграции болотного оленя и белобородого пекари из заливных лугов в незатопленные леса. Известняковые пещеры хребта Сунсас Ридж примечательны многочисленными неизученными колониями летучих мышей и своеобразной, также требующей изучения, фауной беспозвоночных.
Наиболее высокое биоразнообразие сохранилось на нетронутой человеком территории 40 000 км² на юго-востоке. Здесь здоровые популяции древесных кур, например гололицых краксов, тапиров и гигантских броненосцев обеспечивают пропитание хищным, в том числе ягуарам и не столь крупным кошачьим, и гривистым волкам.
Леса региона предоставляют убежище исчезающим и уязвимым видам. К исчезающим относятся одна рептилия — широкомордый кайман, одна птица — Sporophila nigrorufa семейства Танагровые, три вида млекопитающих — гигантский броненосец, гривистый волк и бразильская выдра. Одна рептилия, три птицы и 12 млекопитающих имеют статус уязвимых.

## Сохранность и угрозы
Состояние сухих тропических лесов вызывает наибольшее опасение, чем состояние лесов любого другого типа. Сухие леса Чикитано являются крупнейшими по территории и сохранившими наибольшее биоразнообразие из всех сухих тропических и субтропических широколиственных лесов, но как и все леса этого типа, находятся под угрозой исчезновения. Наиболее сохранившийся блок, включающий в себя 20 % территории экорегиона, находится к востоку от города Сан-Хосе-де-Чикитос. Дорога с прилегающими к ней сельскохозяйственными землями разделяет его на северную и южную части. Здесь созданы две охраняемые территории — Отукис и Сан-Матиас. Существует необходимость в создании охраняемой зоны в долине Тукавака.
Для лесов Чикитано наибольшую угрозу представляют:
1. Экстенсивное развитие сельского хозяйства и стихийное заселение лесных территорий;
2. Планируемое строительство плотины на реке Парана в Парагвае;
3. Расчленение территории в связи со строительством линий коммуникаций (дороги, трубопроводы, ЛЭП и т. п.)[1].

Обобщающий глобальный прогноз сохранения выдающегося биоразнообразия экорегиона в связи с перечисленными угрозами является неопределённым.